# Cappella Rossa

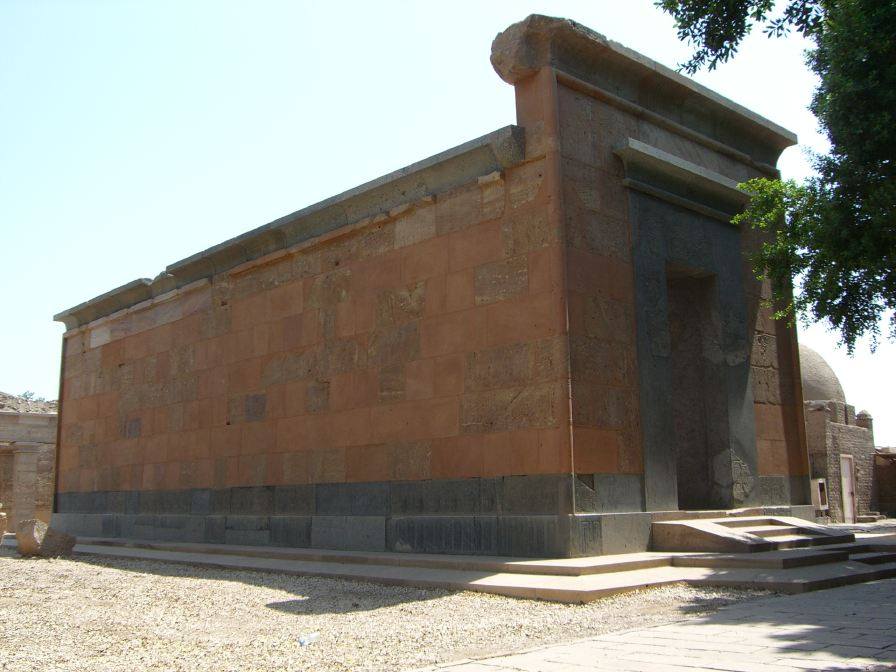
La Cappella Rossa ricostruita nel museo all'aria aperta di Karnak

La Cappella Rossa è un edificio religioso fatto erigere dalla regina egizia Hatshepsut, verso la fine del suo regno, all'interno del tempio di Karnak, per ospitare la barca sacra di Amon.
Si ritiene che si trovasse originariamente nella corte centrale della struttura templare. Il suo posizionamento tra i due obelischi fatti erigere da Hatshepsut non è però certo.
La Cappella consisteva di due cortili aperti ed aveva una lunghezza di circa 18 metri per 6 metri di larghezza. L'altezza delle mura era di circa 5,5 metri e terminavano con modanatura a gola egizia.
La parte superiore della costruzione era realizzata in quarzite rossa, da cui il nome, e la parte inferiore in diorite nera.
Al centro del primo cortile vi era una vasca, presumibilmente usata per collocarvi la barca, mentre al centro del cortile più interno trovavano posto due piedistalli di pietra.

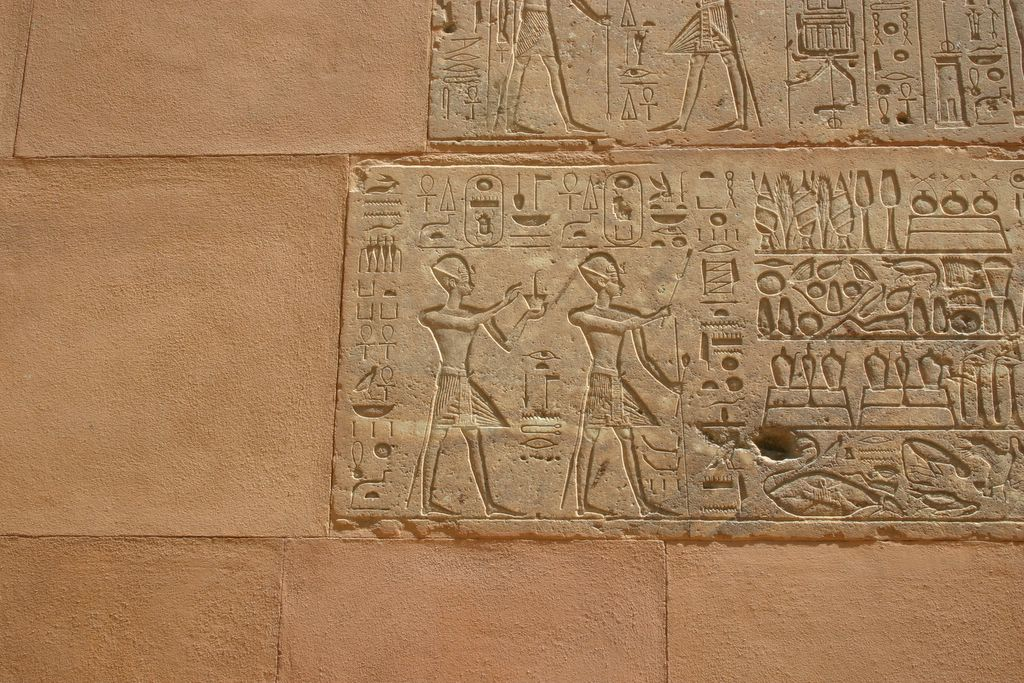
Dettaglio della Cappella Rossa, interventi di Hatshepsut, Thutmose III e restauro

Il santuario venne, probabilmente, completato da Thutmose III che, però, lo fece poi smantellare in un secondo tempo. Alcuni dei blocchi vennero immediatamente riutilizzati per il santuario di Amon eretto al centro del tempio mentre la restante parte delle pietre venne dispersa in diversi altri edifici come ad esempio nelle fondazioni del tempio di Ptah e nel 9º pilone. Molti blocchi furono usati da Amenhotep III come riempimento del terzo pilone del tempio facendo sì che, seppur nascosti, si conservassero perfettamente.
Nel 1997 la Cappella Rossa è stata parzialmente ricostruita con il materiale estratto appunto dal terzo pilone del tempio, nel museo all'aperto di Karnak; misura circa 15 metri di lunghezza per circa 6 di larghezza.